# Giuseppe Varni
Giuseppe Varni, pseudonimo di Józef Bruno Winawer (Varsavia, 20 marzo 1902 – Roma, 25 febbraio 1965), è stato un attore polacco naturalizzato italiano.

## Biografia
Figlio di un professore di matematica e della scrittrice polacca Regina Winawer, fratello di Stanisława Winawerówna, meglio conosciuta come Soava Gallone, e cognato di Carmine Gallone, arriva in Italia nel 1911 dapprima in vacanza a Sorrento insieme alla sorella e alla madre; in seguito si stabilisce nella capitale. Attivo in teatro, sul grande schermo fa il suo debutto nel 1940 e in quindici anni di carriera appare in una trentina di film, molti diretti dal cognato e due dal regista polacco suo conterraneo Michał Waszyński.  
È meglio ricordato nella parte del bidello Amilcare Bondani in Maddalena... zero in condotta di Vittorio De Sica del 1940, dove è doppiato da Aldo Fabrizi, e nel dopoguerra in tre versioni di opere liriche dirette dal cognato: il Rigoletto, dove è il Conte di Ceprano, il Trovatore, dove interpreta il Conte di Luna, e La forza del destino dove è Mastro Trabuco, ovviamente doppiato per la parte cantata. Muore a Roma all'età di 62 anni.

## Filmografia
- Oltre l'amore di Carmine Gallone (1940)
- Amami Alfredo di Carmine Gallone (1940)
- Melodie eterne di Carmine Gallone (1940)
- Maddalena... zero in condotta di Vittorio De Sica (1940)
- L'orizzonte dipinto di Guido Salvini (1941)
- L'amante segreta di Carmine Gallone (1941)
- Primo amore di Carmine Gallone (1941)
- Luisa Sanfelice di Leo Menardi (1942)
- La signorina di László Kish (1942)
- Odessa in fiamme di Carmine Gallone (1942)
- Le due orfanelle di Carmine Gallone (1942)
- La donna del peccato di Harry Hasso (1942)
- La danza del fuoco di Giorgio Simonelli (1943)
- Harlem di Carmine Gallone (1943)
- Tristi amori di Carmine Gallone (1943)
- Finalmente sì di László Kish (1944)
- Biraghin di Carmine Gallone (1946)
- Avanti a lui tremava tutta Roma di Carmine Gallone (1946)
- Rigoletto di Carmine Gallone (1946)
- Eugenia Grandet di Mario Soldati (1947)
- La grande strada di Michał Waszyński e Vittorio Cottafavi (1947)
- Fiamme sul mare di Michał Waszyński (1948)
- Cagliostro (Black magic) di Gregory Ratoff e Orson Welles (1949)
- Il trovatore di Carmine Gallone (1949)
- La forza del destino di Carmine Gallone (1950)
- Taxi di notte di Carmine Gallone (1950)
- La grande rinuncia di Aldo Vergano (1951)
- Messalina di Carmine Gallone (1951)
- Senza veli di Carmine Gallone e Arthur Maria Rabenalt (1952)
- È arrivato l'accordatore di Duilio Coletti (1952)
- La colpa di una madre di Carlo Duse (1952)
- Casa Ricordi di Carmine Gallone (1954)
- Casta Diva di Carmine Gallone (1954)
- Don Camillo e l'onorevole Peppone di Carmine Gallone (1955)